# 알파 로메오 8C 콤페티치오네
알파 로메오 8C 콤페티치오네(영어: Alfa Romeo 8C Competizione)는 알파 로메오에서 2007년부터 2010년까지 생산했던 후륜구동 스포츠카이다. 차명인 8C 콤페티치오네는 8기통(이탈리아어로 cilindro) 엔진(8C)과 알파 로메오의 경주 혈통(콤페티치오네, 이탈리아어로 '경쟁')을 의미한다.
마세라티의 엔진을 이용했고, 생산도 마세라티 공장에서 했다.